# ایرینا لانکووا
ایرینا لانکووا (انگلیسی: Irina Lankova؛ زادهٔ ۱۱ سپتامبر ۱۹۷۷) نوازنده پیانو اهل بلژیک است.